# آسام
آسام 
(به آسامی: অসম، تلفظ: اُسُم و اُخُم) یکی از ایالات کشور هند، واقع در تکهٔ شمال شرقی آن کشور، میان برمه و بنگلادش و در دامنه‌های هیمالیای شرقی است. مرکز آسام شهر دیسپور و بزرگ‌ترین شهر آن گوواهاتی است. ایالت آسام ۳۵ میلیون و ۶۰۰ هزار نفر جمعیت دارد.
این ایالت در دامنه‌های جنوبی هیمالیا و در کرانه‌های رودخانهٔ بزرگ براهماپوترا واقع شده و از شرق با آروناچال پرادش، از جنوب با ناگالند و مانیپور و از غرب با بنگلادش و بنگال غربی هم‌مرز است. آسام، دروازهٔ اصلی ورود به مناطق شمال‌شرقی هند به‌شمار می‌آید و از این جهت هم اهمیت راهبردی و هم اهمیت اقتصادی دارد.
نیمی از مردم این ایالت به زبان آسامی سخن می‌گویند. زبان‌های آسامی و بودو زبان‌های رسمی آسام هستند. بنگالی در دره برک رسمی است.
آسام یکی از غنی‌ترین مناطق تنوع زیستی در جهان است و از مناطق گرمسیری با جنگل‌های بارانی تشکیل شده است.
از نظر جغرافیایی، آسام در یک دشت آبرُفتی پهناور واقع شده که رودخانهٔ براهماپوترا آن را آبیاری می‌کند. این رودخانه، که از تبت سرچشمه می‌گیرد، در آسام نقشی حیاتی در کشاورزی، حمل‌ونقل و زیست‌بوم ایفا می‌کند. دشت براهماپوترا بسیار حاصل‌خیز است و یکی از دلایل اصلی پررنگ بودن اقتصاد کشاورزی در این منطقه است. آسام همچنین دارای مناطق کوهستانی و جنگلی است، که محل زیست گونه‌های نادری چون کرگدن تک‌شاخ هندی در پارک ملی کازیرانگا است؛ این پارک در فهرست میراث جهانی یونسکو قرار دارد.
از نظر تاریخی، آسام جایگاه پادشاهی‌های بومی گوناگونی چون پادشاهی اهوم بوده است که بیش از شش قرن در برابر حملات مغول و سلطهٔ امپراتوری مغول مقاومت کرد. مردم اهوم که از اقوام تای‌زبان بودند، از سدهٔ سیزدهم میلادی وارد این منطقه شدند و توانستند ساختار سیاسی و نظامی پایداری برقرار کنند. همچنین آسام یکی از مناطقی بود که در دوران استعمار بریتانیا به‌دلیل کشت چای بسیار مورد توجه قرار گرفت. امروزه نیز چای آسام یکی از مهم‌ترین صادرات این ایالت است و شهرت جهانی دارد. مزارع چای در دامنه‌های سرسبز این منطقه منظره‌ای زیبا و نمادین از آسام ایجاد کرده‌اند.
از نظر قومی و زبانی، آسام تنوع چشم‌گیری دارد. زبان اصلی مردم، آسامی (یا آهومیا) است که عضوی از شاخهٔ هندوآریایی زبان‌های هندواروپایی به‌شمار می‌آید. در کنار آن، زبان‌های بنگالی، بودو، میشینگ، کاربی و شماری دیگر از زبان‌های تبتی-برمه‌ای و آسترونزی نیز در این منطقه رواج دارند. این تنوع زبانی با تنوع قومی همراه است، و در آسام جمعیت‌هایی از قبایل بومی و نیز اقوام مهاجر، به‌ویژه مهاجران بنگالی‌زبان از بنگلادش نیز سکونت دارند. این ترکیب گاه زمینه‌ساز تنش‌های قومی و زبانی شده، به‌ویژه در سال‌های اخیر که مسئلهٔ مهاجرت غیرقانونی و تابعیت در مرکز سیاست‌های داخلی ایالت بوده است. برنامهٔ ملی ثبت شهروندان (NRC) و اصلاحات مرتبط با قانون تابعیت هند در آسام بازتابی از این چالش‌های سیاسی است.
از نظر مذهبی، جمعیت آسام به‌طور عمده از هندوها و مسلمانان تشکیل شده و در کنار آن‌ها پیروان مسیحیت و مذاهب بومی چون دین سانیه‌تری نیز دیده می‌شوند. برخی از جوامع بومی نیز باورها و آیین‌های خاص خود را دارند که با عناصر هندوئیسم و بوداگرایی درهم آمیخته است.
از نکات دیگر دربارهٔ آسام، وجود یکی از بزرگ‌ترین و نادرترین زیست‌بوم‌های تالابی در دریاچه لوک‌تاک است. همچنین آسام میزبان یکی از فیل‌های معبدی شناخته‌شده هند به نام «جومو» بوده و در مراسم‌های سنتی مانند جشنوارهٔ «بیهُو» (Bihu) که در سه نوبت سال برگزار می‌شود، فرهنگ کشاورزی و موسیقی بومی این منطقه به‌نمایش درمی‌آید.
افزون بر این، آسام از نظر موسیقی و هنر نیز غنی است. موسیقی بومی مانند «بهوگیت»، رقص‌های سنتی با لباس‌های رنگارنگ، و صنایع‌دستی چون منسوجات ابریشمی دست‌بافت (مانند «موگا سیلک») نشان از فرهنگی پویا دارد که با طبیعت و تاریخ درهم‌تنیده شده است.

## جغرافیا

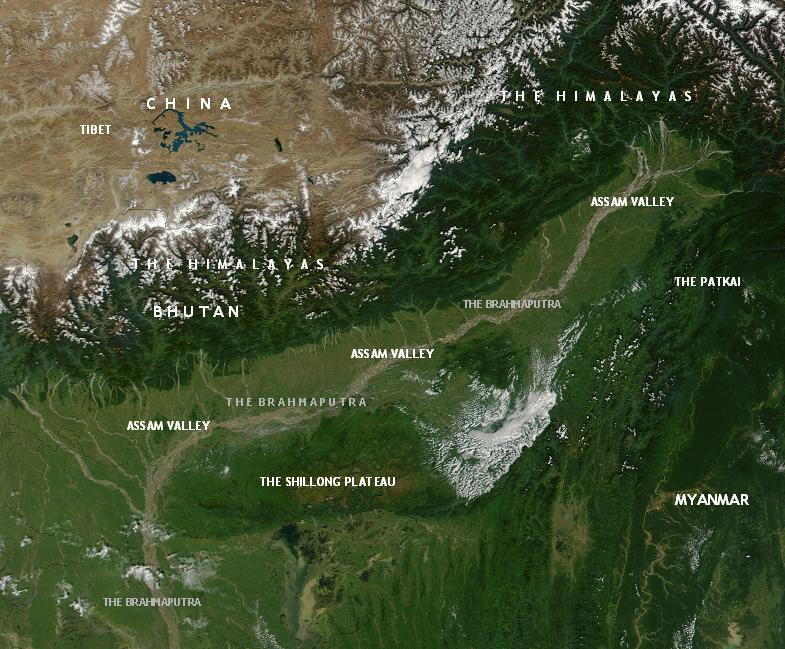
محیط پیرامون: آسام، تپه‌های فرسایش‌یافتهٔ بخشی از سامانهٔ فلات‌های جنوب هند و رشته‌کوه‌های هیمالیا در شمال، شمال‌شرق و شرق آن

وسعت آسام در حدود ۷۸٬۴۳۸ کیلومترمربع است. ۱۱. این ایالت از شمال با کشور بوتان و آروناچال پرادش، از شرق با آروناچال پرادش و ناگالند و مانیپور، از جنوب با میزورام و مگالایا و از غرب با بنگال غربی، تری‌پورا و بنگلادش هم‌مرز است.
بخش اعظم ایالت توسط دره پهناور برهماپوترا و شاخه‌های متعدد آن اشغال شده است که توسط تپه‌های شیب‌دار سبز احاطه شده است. آسام به دلیل تولید چای با کیفیت بالا شناخته شده است. استخراج نفت از سال ۱۸۶۷ ادامه داشته است و از نظر تاریخی پس از تایتسویل تگزاس، در ایالات متحده، دومین چاه نفت قدیمی در جهان است.
یکی از جنبه‌های برجستهٔ جغرافیایی آسام این است که این ایالت شامل سه مورد از شش بخش فیزیوگرافیک اصلی هند می‌شود: هیمالیای شمالی (تپه‌های خاوری)، دشت‌های شمالی (دشت رود براهماپوترا) و فلات دکن (کربی آنگلونگ). از آن‌جا که رود براهماپوترا از میان آسام می‌گذرد، آب‌وهوای این منطقه خنک است و بیشتر ماه‌ها بارندگی دارد. مطالعات زمین‌ریخت‌شناسی نشان می‌دهد که براهماپوترا، که شریان حیاتی آسام محسوب می‌شود، رودی پیشین‌زاد (قدیمی‌تر از کوه‌های هیمالیا) است که با آغاز بالا آمدن این کوه‌ها، در دل آن‌ها جای گرفته است. این رود که در آروناچال پرادش با ژرف‌دره‌ها و تندآب‌ها وارد آسام می‌شود، به یک رودخانه شریانی بدل می‌گردد (که گاه پهنای آن به ۱۰ مایل یا ۱۶ کیلومتر می‌رسد) و همراه با شاخه‌هایش دشت سیلابی بزرگی می‌سازد (دشت براهماپوترا: پهنایی میان ۵۰ تا ۶۰ مایل یا ۸۰ تا ۱۰۰ کیلومتر و درازایی برابر ۶۰۰ مایل یا ۱۰۰۰ کیلومتر). تپه‌های بخش کربی آنگلونگ، بخش دیما و تپه‌هایی که در نزدیکی گوآهاتی هستند (همچنین تپه‌های خاسی و گارو) در اصل بخشی از سامانهٔ فلات جنوب هند بوده‌اند که اکنون دچار فرسایش و بریدگی شده‌اند. در جنوب، رود باراک که از رشته‌کوه بارایل (مرز آسام و ناگالند) سرچشمه می‌گیرد، از بخش کچار می‌گذرد و دره‌ای به عرض ۲۵ تا ۳۰ مایل (۴۰ تا ۵۰ کیلومتر) ایجاد می‌کند و در نهایت با نام رود سورما وارد بنگلادش می‌شود.
از مراکز شهری مهم آسام، می‌توان به گوآهاتی اشاره کرد که یکی از ۱۰۰ شهر با سریع‌ترین رشد در جهان است. گوآهاتی همچنین با عنوان «دروازهٔ شمال‌شرق هند» شناخته می‌شود. سیلچار (در درهٔ باراک) دومین شهر پرجمعیت آسام و مرکزی بازرگانی مهم است. دیگر شهرهای بزرگ شامل دیبروگار هستند که مرکز صنعت نفت و گاز طبیعی به‌شمار می‌آید.

### آب‌وهوا
با داشتن اقلیم موسمی حاره‌ای، آسام دارای آب‌وهوایی معتدل است (حداکثر دمای تابستان حدود ۹۵ تا ۱۰۰ درجهٔ فارنهایت یا ۳۵ تا ۳۸ درجهٔ سلسیوس، و حداقل دمای زمستان حدود ۴۳ تا ۴۶ درجهٔ فارنهایت یا ۶ تا ۸ درجهٔ سلسیوس) و با بارش‌های سنگین و رطوبت بالا شناخته می‌شود. این اقلیم با بارش‌های موسمی سنگین در تابستان که باعث کاهش دما می‌شود، و مه‌گرفتگی‌های شبانه و صبحگاهی در زمستان همراه است، که در بسیاری موارد تا عصر ادامه دارد. بهار (مارس تا آوریل) و پاییز (سپتامبر تا اکتبر) معمولاً دل‌پذیر و با بارندگی و دمای معتدل همراه‌اند. کشاورزی آسام به‌طور عمده به باران‌های موسمی جنوب‌غربی وابسته است.

#### سیل
هر سال، رودهایی مانند براهماپوترا و باراک بر اثر بارندگی شدید طغیان می‌کنند و باعث جاری‌شدن سیل در سراسر آسام می‌شوند. بالا آمدن سطح آب، مناطق اطراف را زیر آب می‌برد، خانه‌ها و دام‌ها را با خود می‌برد و به زیرساخت‌هایی چون پل‌ها، خطوط راه‌آهن و جاده‌ها آسیب وارد می‌کند، به‌گونه‌ای که در بسیاری از مناطق ارتباط قطع می‌شود. این بلای طبیعی همچنین باعث مرگ شمار زیادی از مردم در سطح ایالت می‌شود.

## تاریخ
بررسی‌های باستان‌شناسی نشان می‌دهد که اولین جوامع انسانی که در سرزمین آسام ظاهر شده‌اند مردم تیره‌پوست استرالی‌گون و زردپوستان بوده‌اند. باور بر این است زردپوستان که کیراتاس نامیده می‌شدند، از طریق پایتخت خود در پراجیوتیشپورا بر کل ایالت آسام حکومت می‌کردند. این پایتخت بعدها در صفحات تاریخ با نام کاماروپا ذکر شد.
آسام توسط دودمان‌های مختلفی چون پالا، کوچ، کاچاری و چوتیا اداره می‌شد و تا زمان آمدن مردم آهوم در قرن سیزدهم، جنگ دائمی بین شاهزادگان این خاندان‌ها برقرار بود.
در جریان قرن سیزدهم، آسام توسط دو سلسله کاماروپا و آهوم اداره می‌شد. تحت حکومت دودمان آهوم، آسام رونق گرفت. میان سده‌های ۱۳ و ۱۹ است که چندین جامعه قبیله‌ای از جمله کاچاری‌ها، چوتیاها و کوچ در صحنه سیاسی آسام اهمیت پیدا کردند.
قدرت و شکوفایی آهوم در دوران حکومت پادشاه رودرا سینگ (حکومت ۱۶۹۶–۱۷۱۴) به اوج رسید، قبل از اینکه پادشاهی توسط جنگجویان میانمار در اواخر قرن هجدهم اشغال شود. پس از سلسله آهوم، آسام تحت کنترل پادشاهی برمه قرار گرفت. حاکمان برمه تا سال ۱۸۰۰ به تسلط خود بر ایالت آسام ادامه دادند.
مانند تمام شمال شرقی هند، آسام تا سال ۱۸۲۷ که به هند بریتانیا ضمیمه شد، با بقیه شبه قاره یک واحد سیاسی تشکیل نمی‌داد. به دلیل پادشاهی هندو آهوم که از قرن سیزدهم در دره برهماپوترا وجود داشته است، این منطقه بخشی از حوزه تمدن هند محسوب می‌شود. در سال ۱۸۲۶، امپراتور بریتانیا مسئولیت ایالت را بر عهده گرفت و بدین ترتیب دوران استعمار آسام آغاز شد. با این حال، مانند سایر ایالت‌های هند، آسام نیز در جنبش‌های مختلف آزادی شرکت داشت و به همراه بقیه هندوستان، در سال ۱۹۴۷ در چارچوب کشور هند از بریتانیا مستقل شد. دوره‌های پس از استعمار آسام شاهد ظهور چندین ایالت جداگانه در منطقه اصلی آسام مانند ناگالند، میزورام، مگالایا و آروناچال پرادش بود.
به‌طور سنتی، نام آسام به تمام شمال شرقی هند اشاره می‌کرد، اما پس از استعمارزدایی (۱۹۴۷) بخش‌هایی از آسام، ایالت‌های همسایه جدیدی را که در بالا ذکر شد در دهه ۱۹۷۰ تشکیل دادند. ایالت جدید آسام، که پرجمعیت‌ترین ایالت در شمال شرقی هند است، مرکز خود را دیسپور (حومه بزرگ‌ترین شهر گواهاتی) قرار داد. شیلونگ، پایتخت شمال شرقی هند در دوران استعمار، در ایالت جدید مگالایا جای گرفت و مرکز آن ایالت شد.
در اواخر دهه ۱۹۸۰ و ۱۹۹۰ تقاضاهای فزاینده‌ای برای خودمختاری از سوی اقلیت‌های قومی مختلف، به ویژه بودوس‌های قبیله‌ای که خواهان بودولند خودمختار بودند، وجود داشت. این وضعیت با مهاجرت غیرقانونی با انگیزه اقتصادی از بنگلادش پیچیده‌تر شد، که باعث رشد نسبتاً سریع اقلیت مسلمان در آسام گشت. این دوره رشد جنبش‌های جدایی‌طلب مسلحانه مانند جبهه متحد آزادی آسوم (ULFA) و جبهه ملی دموکراتیک بودولند (NDFB) را به خود دید. این تحولات با خونریزی به صورت چند صد کشته در سال همراه بود اما در رسانه‌های بین‌المللی توجه نسبتاً کمی به آن شد. بیشترین خونریزی کشتار نلی علیه بنگالی‌ها در فوریه ۱۹۸۳ بود که در آن بیش از ۲۰۰۰ نفر در یک روز کشته شدند. این موضوع توجه رسانه‌های خارجی را به خود جلب کرد. دسترسی برای خارجی‌ها، از جمله گردشگران، به منطقه تا میانه‌های دهه ۱۹۹۰ به شدت محدود بود. در نوامبر ۱۹۹۰، دولت فدرال هند ارتش هند را به این منطقه اعزام کرد که باعث گزارش‌های نقض حقوق بشر شد. در سال ۲۰۰۷ با تشدید حضور نظامی در منطقه تنش‌های بین قومی نیز تشدید شد. در اوایل قرن بیست و یکم، قتل‌عام‌های بین قومی، به‌ویژه در نواحی کاربی آنگلونگ و دیما هاسائو، به‌عنوان مثال در جریان درگیری بین همار و دیماسا، ادامه یافت.

## مردم
در سرشماری سال ۲۰۱۱، ایالت آسام دارای ۳۱٬۱۶۹٬۲۷۲ نفر جمعیت بود که نسبت به ۲۶٬۶۳۸٬۴۰۷ در سال ۲۰۰۱ میلادی، ۱۶٫۹۳ درصد افزایش داشت. بین سال‌های ۱۹۰۱ و ۲۰۱۱، جمعیت آسام تقریباً ده برابر شد. در سال ۲۰۲۰، این ایالت حدود ۳۵٫۶ میلیون نفر جمعیت داشت.
| سال   | ۱۹۰۱      | ۱۹۱۱      | ۱۹۲۱      | ۱۹۳۱      | ۱۹۴۱      | ۱۹۵۱      | ۱۹۶۱       | ۱۹۷۱       | ۱۹۸۱       | ۱۹۹۱       | ۲۰۰۱       | ۲۰۱۱       |
| ----- | --------- | --------- | --------- | --------- | --------- | --------- | ---------- | ---------- | ---------- | ---------- | ---------- | ---------- |
| جمعیت | ۳٫۲۸۹٫۶۸۰ | ۳٫۸۴۸٫۶۱۷ | ۴٫۶۳۶٫۹۸۰ | ۵٫۵۶۰٫۳۷۱ | ۶٫۶۹۴٫۷۹۰ | ۸٫۰۲۸٫۸۵۶ | ۱۰٫۸۳۷٫۳۲۹ | ۱۴٫۶۲۵٫۱۵۲ | ۱۸٫۰۴۱٫۲۴۸ | ۲۲٫۴۱۴٫۳۲۲ | ۲۶٫۶۵۵٫۵۲۸ | ۳۱٫۲۰۵٫۵۷۶ |

ایالت آسام از شهرنشینی پایینی برخوردار است. در سال ۲۰۱۱ میلادی، ۴٬۳۹۸٬۵۴۲ نفر در شهرها زندگی می‌کردند که ۱۴ درصد از کل جمعیت ایالت است. در سال ۲۰۱۱، گواهاتی با ۹۶۲۳۳۴ نفر جمعیت بزرگ‌ترین شهر در ایالت آسام بود و پس از آن سیلچار (۲۲۹۱۳۶ نفر)، دیبروگاره (۱۵۴۲۹۶ نفر)، جورات (۱۵۳۸۸۹ نفر)، ناگائون (۱۴۸٫۴۹۶) و تزپور (۱۰۲۵۰۵ نفر) قرار دارند. با این حال، در سال ۲۰۱۱ اکثریت قریب به اتفاق جمعیت آسام، در مجموع ۲۶٬۶۳۹٬۷۳۰ نفر، در روستاها زندگی می‌کردند.
در سال ۲۰۱۱، نرخ باسوادی ۷۳٫۲ درصد از کل جمعیت بالای ۱۰ سال بود. میزان باسوادی در میان مردان ۷۸٫۸ درصد بود، در حالی که ۶۷٫۳ درصد از زنان سواد خواندن و نوشتن داشتند. در سرشماری سال ۲۰۰۱، نرخ باسوادی همچنان ۶۳٫۳ درصد بود: ۷۱٫۳ درصد در میان مردان و ۵۴٫۶ درصد در میان زنان.

## زبان‌ها
زبان‌های آسامی (۴۶٫۸٪ از جمعیت) و بنگالی (۲۸٫۲٪) دارای بیشترین گویشوران زبان مادری در این ایالت در سال ۲۰۱۱ بودند. زبان‌های اقلیت کوچکتر به ترتیب بورو (۴٫۵٪)، هندی (۳٫۲٪)، سادری (۲٫۳٪)، میسینگ (۲٪) و نپالی (۱٫۹٪) بودند.

## اقتصاد
بیش از نیمی از چای تولیدشده در هند در ۸۰۰ کارخانه چای‌سازی در آسام تولید می‌شود.

## دین
آسام سنت ژرفی از بوداگرایی دارد. نام این ایالت از پادشاهی آهوم گرفته شده است.
آثار مکتوب به زبان آسامی بیشتر سرودها و نوشته‌های دینی است، بورانجیهای آهومها نیز از سده ۱۸ میلادی، به این زبان نوشته می‌شد.
بر اساس سرشماری هند در سال ۲۰۱۱، هندوها مانند بقیه مناطق هند بزرگ‌ترین گروه مذهبی در ایالت آسام بودند. هندوئیسم دین ۶۱٫۴۷ درصد از جمعیت آسام و مذهب اکثریت در ۱۸ شهرستان از ۲۷ شهرستان ایالت آسام است.

## نگارخانه

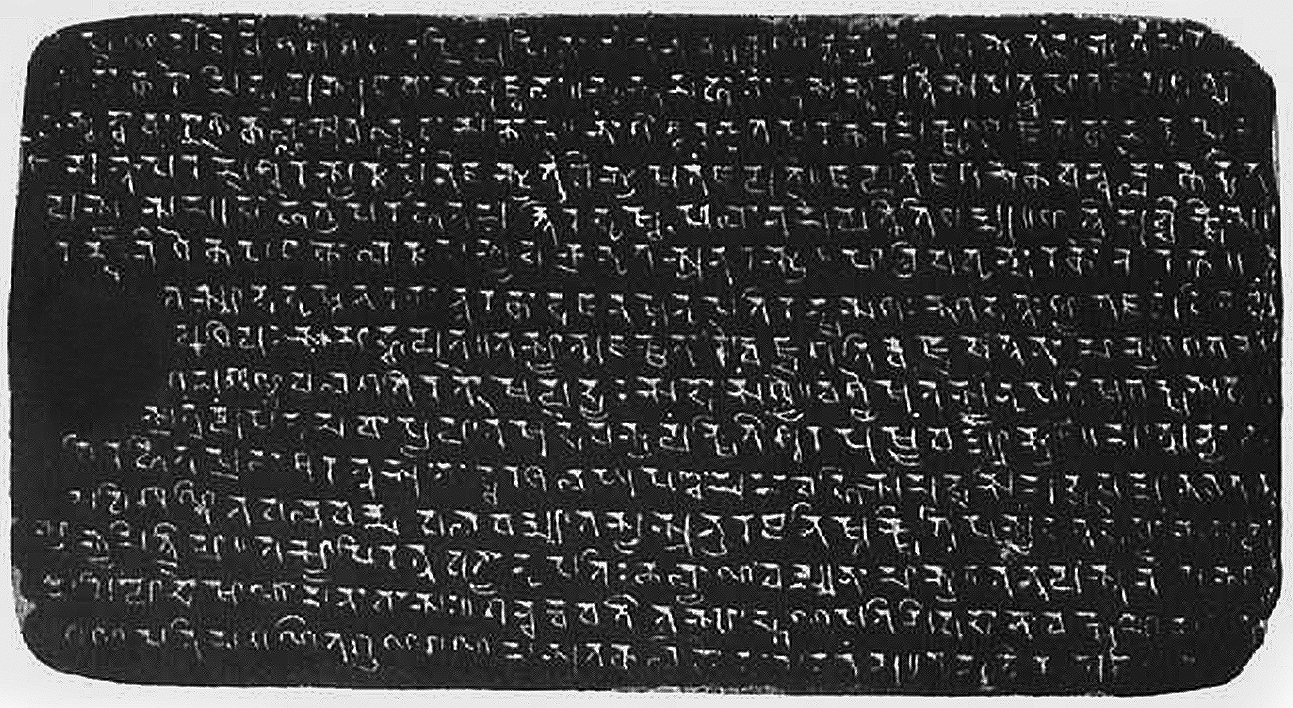
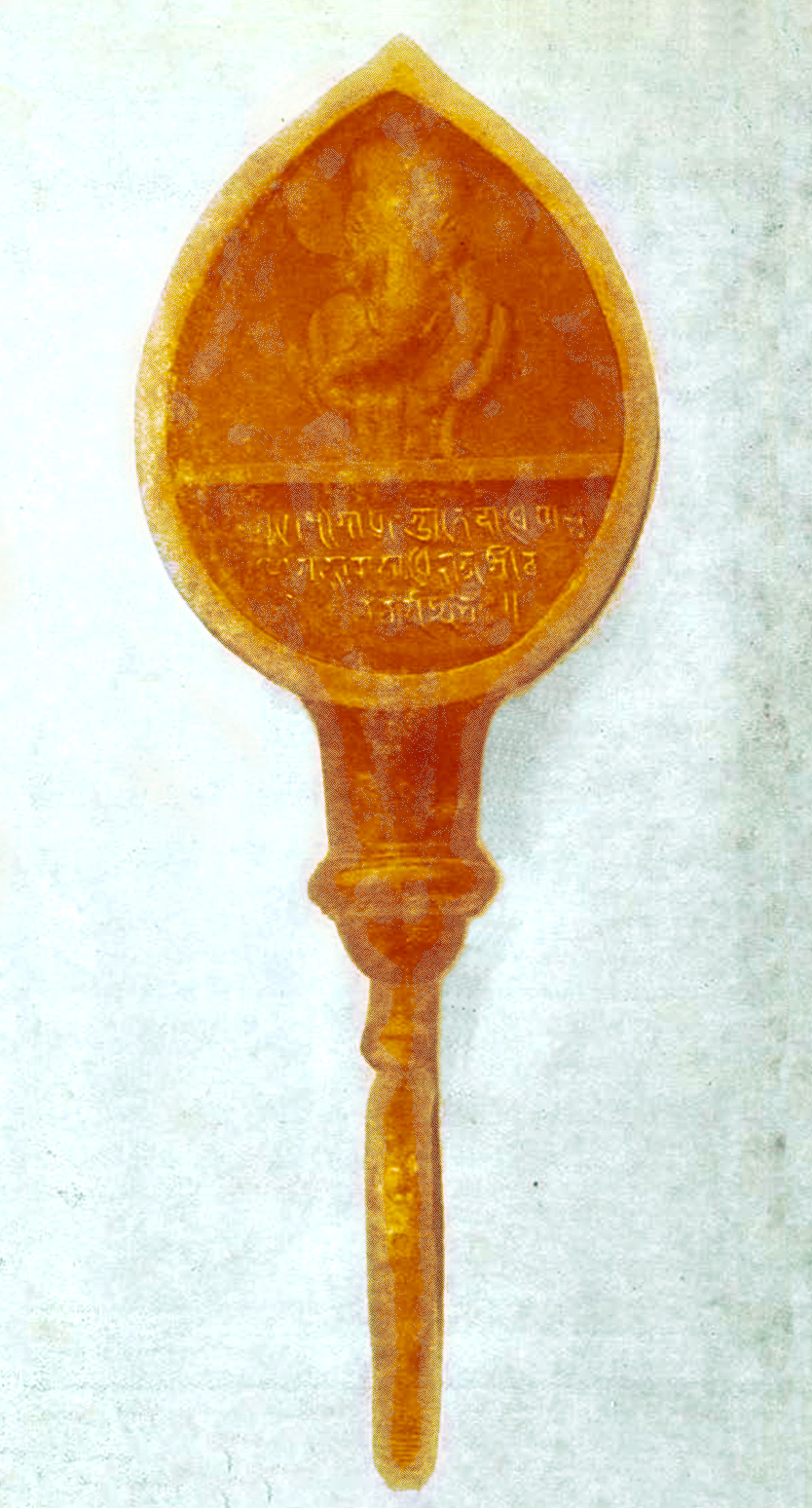
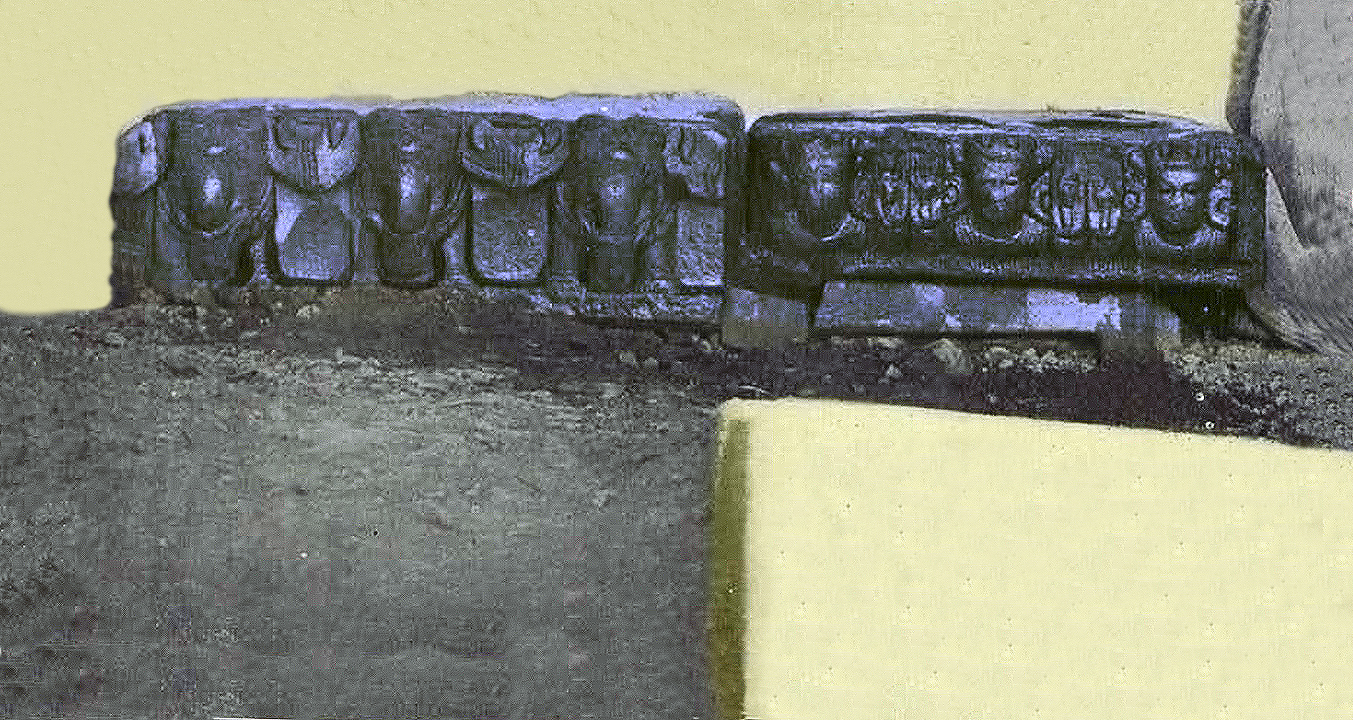